# Potrerillo, Tezonapa
Potrerillo är en ort i Mexiko.   Den ligger i kommunen Tezonapa och delstaten Veracruz, i den sydöstra delen av landet, 260 km öster om huvudstaden Mexico City. Potrerillo ligger 1 104 meter över havet och antalet invånare är 323.
Terrängen runt Potrerillo är kuperad österut, men västerut är den bergig. Potrerillo ligger uppe på en höjd. Runt Potrerillo är det ganska tätbefolkat, med 100 invånare per kvadratkilometer. Närmaste större samhälle är Cosolapa, 15,5 km öster om Potrerillo. I omgivningarna runt Potrerillo växer i huvudsak städsegrön lövskog.